# Plagiotheciaceae
Plagiotheciaceae M.Fleisch., 1912 è una famiglia di muschi dell'ordine Hypnales.

## Distribuzione e habitat
La famiglia ha una distribuzione cosmopolita essendo presente in tutti i continenti compresa l'Antartide.

## Tassonomia
La famiglia comprende 118 specie nei seguenti generi:
- Herzogiella Broth., 1925
- Isopterygiella Ignatov & Ignatova, 2020
- Isopterygiopsis Z.Iwats., 1970
- Myurella Schimp., 1853
- Ortholimnobium Dixon, 1937
- Orthothecium Schimp., 1851
- Plagiothecium Schimp., 1851 (66 specie)
- Platydictya Berk., 1863
- Pseudotaxiphyllum Z.Iwats., 1987
- Rectithecium Hedenäs & Huttunen, 2013
- Redfearnia J.T.Wynns, 2020
- Struckia Müll. Hal., 1894